# 기장 취정사 묘법연화경
취정사 묘법연화경(鷲井寺 妙法蓮華經)은 부산광역시 기장군, 취정사에 있는 불경이다. 2012년 10월 30일 부산광역시의 유형문화재 제116호로 지정되었다.

## 개요
묘법연화경은 부처님께서 이 세상에 오신 뜻을 밝히는데 그 요지를 두고 있는 천태종의 근본경전으로, 《화엄경》과 함께 한국불교 사상의 확립에 가장 크게 영향을 미친 경전이다. 흔히 《법화경》(法華經)으로 불리고 있으며, 그 의미는 '백련꽃과 같이 올바른 가르침을 주는 경전'으로 풀이한다.
취정사 소장 《묘법연화경》은 구마라집이 번역하고 계환이 주해한 것을 저본으로 조선시대 명필가인 성달생(成達生, 1376~1444)과 성개(成槪, ?~1440) 형제가 선친의 명복을 기원할 목적으로 정서(精書)한 《법화경》을 판하본(板下本)으로 하여, 1405년(태종 5)에 전라도 도솔산 안심사(安心寺)에서 도인 신문(道人信文)이 주관하여 목판으로 새긴 것을 조선 전기에 후인(後印)한 것이다. 전체 7권3책 중 권1, 2와 권3, 4의 4권 2책만 남아 있는 결본이다.
취정사 소장 《묘법연화경》은 결본이고 후인본이라는 다소 아쉬운 점이 있지만 부산광역시 문화재자료로 지정된 관음사 소장본과 비교했을 때 떨어져 나간 부분이 적고 변상도가 있으며, 선장이 아닌 포배장으로 장정되었다는 점 등에서 보다 가치가 높다고 판단된다. 특히, 포배장법은 조선 초기에 잠시 이용되었던 장정법으로, 전래되는 판본이 극히 드문 장정법이라는 점에서 서지학적 가치가 높은 자료이다.

## 같이 보기
- 묘법연화경
- 취정사

## 참고 자료
- 기장 취정사 묘법연화경 - 국가유산청 국가유산포털